# M16自動小銃
M16自動小銃は、ユージン・ストーナーによって開発されたアメリカ合衆国の小口径自動小銃。アメリカ軍における主力小銃として採用され、派生型も含め広く用いられている。アーマライト社の製品名はAR-15、アメリカ軍の制式名はRifle, Caliber 5.56mm, M16（M16 5.56ミリ口径ライフル）。「ブラックライフル」の異名を持ち、アサルトカービンが普及してからは侮辱の意味を込めて「マスケット」の異名でも呼ばれるようになった。

## 開発

### AR-15の開発
後にM16として結実する新型ライフルの開発は初め、ジェームズ・サリバンによるベンチャー事業として着手された。その後より大きな資本を得るため、サリバンはフェアチャイルド社と提携することとした。1954年、フェアチャイルド社の銃器開発部門としてアーマライトが設立され、サリバンが社長、チャールズ・ドーチェスターが工場長、そしてユージン・ストーナーが主任エンジニアを勤めた。
1955年、7.62mm口径のAR-10が開発された。1950年代後半より、アメリカ軍では「小口径高速弾ライフル・プログラム」を開始しており、アーマライト社も、レミントン社と共同でこの計画で使用する弾薬の開発を行い、AR-10を小口径化した小銃が開発され、のちにAR-15となった。

### アメリカ軍での検討
1957年5月、フォートベニングの歩兵学校で、小口径高速弾ライフルのデモンストレーションが行われた。このとき展示されたAR-15は、既存の.222レミントン弾をもとにした.222レミントン・スペシャル弾を使用していたが、この弾薬はのちに改良されて.223レミントン弾となった。
このテストでは、アメリカ陸軍武器科がFN FAL（T48）をもとに小口径化した改造小銃と、ウィンチェスター社が試作したライトライフルも対象となった。T48改は不合格とされ、ウィンチェスター・ライトライフルとAR-15はM14の後継小銃になりうると評価されたものの、1958年8月、歩兵兵器審議委員会は、いずれも更なる研究開発が必要と結論した。このため、ウィンチェスター社はトライアルの継続を断念した。
1959年初頭、AR-15採用の可能性が検討され、スプリングフィールドM14の代替小銃として選定トライアルを継続するか、小口径小銃のトライアル自体を中断するか、7.62 mm口径小銃の代替ではなく特殊用途の小銃として検討するかが議論された。5月には、陸軍戦闘開発実験センターより、「理論上、AR-15で武装した5～7名の小銃組は、M14で武装した11名の分隊よりも多くの目標に命中させることができる」との報告書が公表された。

### 部隊配備の開始
空軍警備隊では、航空機への被害を抑えるという観点から、フルサイズの小銃ではなくM2カービンを使用しており、これを代替する軽量小型のカービンを模索していた。1960年7月、AR-15を試射した空軍のカーチス・ルメイ将軍は、この小銃をM2カービンの後継として推薦することにした。
1960年11月、空軍による評価試験が承認された。1961年、ルメイ将軍は空軍へのAR-15小銃8万丁の調達を申請したが、旧式とはいえ十分な数のM2カービンを保有しているうえに、陸軍・海兵隊へのM14小銃の調達が進んでいたことから、これに加えて新しい小銃を導入することには抵抗が強かった。このことから、まず東南アジアに駐留する部隊に限定的に導入されることになり、1961年9月、8,500丁の導入が承認された。また南ベトナム米軍事援助顧問団（MAAG-V）でも、M1小銃よりベトナム人の体格に適合し、M2カービンより威力に優れることを評価して、1,000丁を調達した。
1962年1月、AR-15はM16としてアメリカ空軍に採用され、空軍は再度8万丁の調達を申請した。当時呈されていた疑義に対して空軍が真摯に対応したことから、議会は今度はこの予算を認可した。また同時期にNavy SEALsも172丁を試験調達して好評価を与えた。陸軍は、1962年よりフレシェット弾を使用する新型歩兵火器（SPIW）の開発に着手していたことから、これと競合すると見込まれたAR-15の調達には慎重な立場を採っていたが、1963年には、SPIWの配備までの暫定策としてAR-15を導入することになり、5月よりXM16E1の部隊配備を開始した。

## 設計

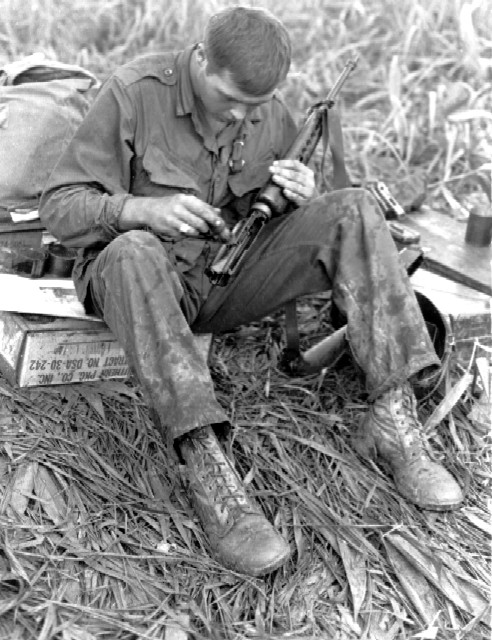
XM16E1をクリーニングするアメリカ陸軍兵士（1966年、ベトナム）

### 構成
上記の経緯より、先行するAR-10をもとに小口径化して開発されたことから、多くの特色を引き継いでいる。
重量軽減と耐腐食性のため、XM16E1では、レシーバーはアルミニウム合金（当初はNo.6061、1968年よりNo.7075）製とし、表面には陽極酸化処理とパーカライジング加工を施した。ただし銃身やボルト、ボルトキャリアーなどの内部機構は鋼鉄製とされた。また銃床やハンドガード、グリップはGFRP製とされ、銃床内部には発泡プラスチックが充填された。構成部品数は約100個であった。
銃床の内部には、作動時に後退するボルトキャリア後部・バッファーリング・スプリングを収納するために、リコイル・スプリングガイド（リコイル・バッファー）が収納されている。このため、本銃の構造を継承する殆どの小火器は折りたたみ式ストックを採用できない欠点を抱えている。またM16A1の途中から、銃床内部にクリーニング・キットの収納スペースが設けられた。
動作方式はしばしばダイレクト・インピンジメント式と呼ばれるが、ストーナー独自のガス圧直接利用式とされた。前部照星の根部から上部レシーバーにかけて、銃身上部に沿うように細いステンレス製のガスチューブが伸びており、ボルトキャリア上部に取り付けられたチューブ型のポート（ガスキー）に接続されている。発射ガスはガスキーからボルトキャリア内のガスチャンバーに導かれ、その膨張する圧力でボルトキャリアが後退する。機能上は、ガスピストンがボルトキャリアの外部に銃身と平行して配置されているのではなく、銃身と同じ軸線上でボルトキャリアに内蔵されている形である。ボルトには8個のロッキング・ラグが放射状に並んでいる。
銃身にクロームメッキを施せば耐久性が向上すると提案されていたが、コスト面の問題から当初は採用されなかった。その後、まず1967年5月から薬室と撃針に、そして1971年からは銃身にもクロームメッキが施されるようになった。逆にボルトは、当初はクロームメッキ処理されていたが、1967年以降はパーカライジング処理となった。

### 操作

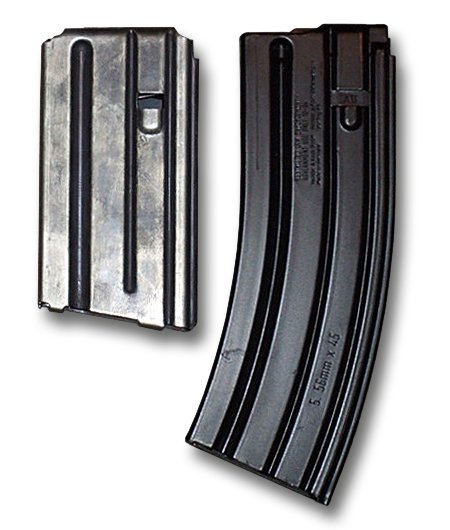
STANAG マガジン
左が20発用、右が30発用(ただし写真の30発用はHK416の物)

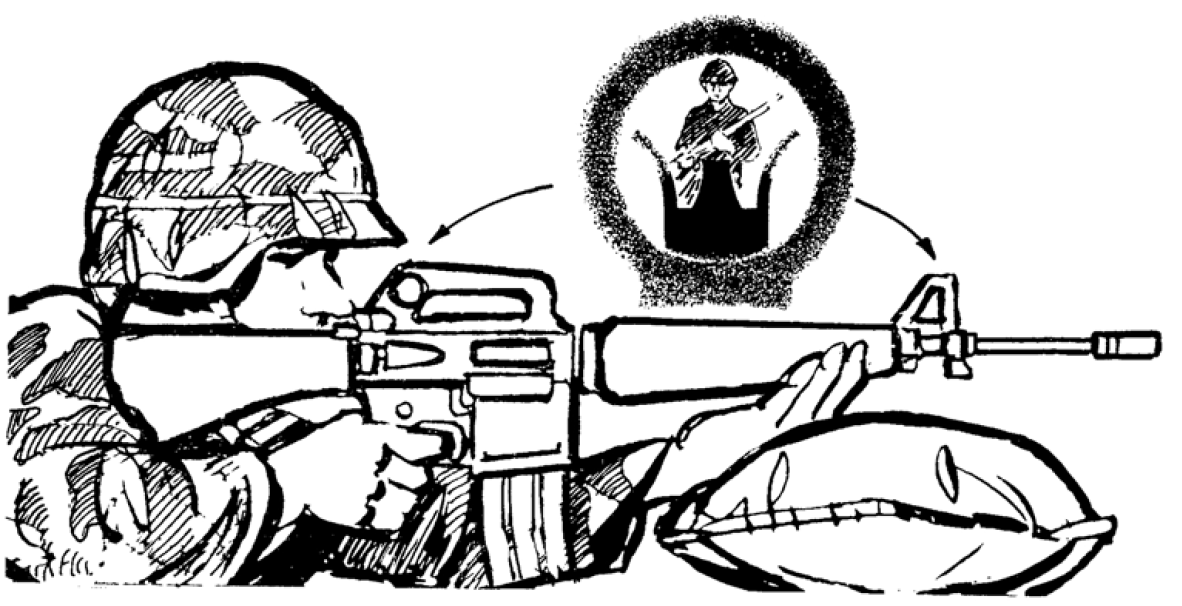
M16のピープサイトの使用方法

安全装置を兼ねたセレクターがSAFE位置にあることを確認し、弾倉を銃のマガジンハウジングにさしこんで固定させたあと、リア・サイト下にあるチャージングハンドルに指をかけて後端まで引くとボルトキャリアが後退し、同時にハンマーが起こされる。チャージングハンドルにはロックがあり、指をかけた状態でないと引けない。指を放すとチャージングハンドルとボルトキャリアが前進し、その際にチャンバーに初弾が装填される。弾倉が空のときチャージングハンドルを引くと、ボルトキャッチが作用してボルトキャリアが後退したままの位置で保持される。チャージングハンドルはボルトキャリアの位置に関係なく、放せば前進した定位置にもどる。
この状態では弾倉交換後、銃の左側面にあるボルトキャッチを押すとボルトキャリアが解放されて前進し、初弾の装填とボルトの閉鎖がおこなわれる。
右手でグリップを握った場合、親指の位置にセレクターレバーがある。SAFE（安全）、SEMI（半自動・単発）、AUTO（自動・連発）またはBURST（3点射）と切りかえることができる。
右側面にある排莢口のダストカバーはボルトキャリアが動くことで自動的に開くため、通常は閉めておいても良い。分解清掃をしないまま射撃を続けるなど、酷使によりボルトの不完全閉鎖が起こった場合には右側面のボルト・フォアード・アシスト・ノブを押すことでボルトを前に押し込むことができる。全弾発射されるとボルトが後退位置で保持されるので、右側面のトリガー・ガード前にあるマガジン・キャッチ・ボタンを押しながらマガジンを抜く。
サイトの高さ調整はフロントサイトでおこなう。弾丸の先の尖った部分でスプリングピンを押し下げながらフロントサイトを回転させることにより高さ調整ができる。左右の調整はリアサイトで行い、同様に弾丸の尖った先でスプリングピンを押しながら回すことで調整する。
リアサイトはM16ではL字型の孔照門タイプで、近距離（0 - 300 m）用と遠距離（300 - 500 m：Lの刻印が孔の下にある）をどちらかに倒すことで距離を選べる。M16A2では近距離（0 - 200 m）用と遠距離（200 - 800 m：Lの刻印が孔の下にある）をどちらかに倒すことで距離を選べる。微調整はサイト下のレンジ・アジャスティング・ドラム（調整用ダイアル）でおこなうこともできる。
冬季作戦のように厚いグローブを着用しているときは、トリガー・ガードの前側にあるロックボタンのスプリングピンを弾丸の先で押すとトリガー・ガードを下に開放でき、トリガー・ガードが無い状態で操作できる。
ストックの肩当部分にあるふたは中にクリーニングキットが入っており、クリーニングロッドやチャンバーブラシが内蔵されている。通常分解掃除には、あらかじめチャンバーから弾薬を抜いてハンマーを起こしておき、弾丸の先を使ってテイク・ダウン・ピンを銃の左側面から押すことで中折れ式にボルトが開放されるので、ボルトを抜き出したあとチャンバー、ボルトの掃除をする。

## M16ライフル
| モデルナンバー | 運用者               | 軍での名称   | 種別           |
| -------------- | -------------------- | ------------ | -------------- |
| 601            | アメリカ空軍         | AR-15        | ライフル       |
| 602            | アメリカ空軍         | AR-15        | ライフル       |
| 603            | アメリカ陸軍・海兵隊 | XM16E1→M16A1 | ライフル       |
| 603K           | 韓国軍               | M16A1        | ライフル       |
| 604            | アメリカ空軍         | M16          | ライフル       |
| 604改          | アメリカ海軍         | Mk.4 mod.0   | ライフル       |
| 609            | アメリカ陸軍         | XM177E1      | サブマシンガン |
| 610            | アメリカ陸軍         | XM177        | サブマシンガン |
| 610            | アメリカ空軍         | GAU-5/P      | サブマシンガン |
| 629            | アメリカ陸軍         | XM177E2      | サブマシンガン |
| 629            | アメリカ空軍         | GAU-5/A/B    | サブマシンガン |
| 630            | アメリカ空軍         | GAU-5/A/A    | サブマシンガン |
| 649            | アメリカ空軍         | GAU-5/A      | サブマシンガン |
| 645            | アメリカ陸軍・海兵隊 | M16A2        | ライフル       |
| 646            | アメリカ海軍         | M16A3        | ライフル       |
| 945            | アメリカ陸軍・海兵隊 | M16A4        | ライフル       |
| 920            | アメリカ陸軍・海兵隊 | M4           | カービン       |
| 921            | アメリカ陸軍・海兵隊 | M4A1         | カービン       |
| 711            | カナダ軍             | C7           | ライフル       |
| 725            | カナダ軍             | C8           | カービン       |

### AR-15 (モデル601, 602)
空軍に配備されていた最初期モデルであり、モデル601は1959年から1963年にかけて、モデル602は1963年から1964年にかけて生産された。

### M16 (モデル604)

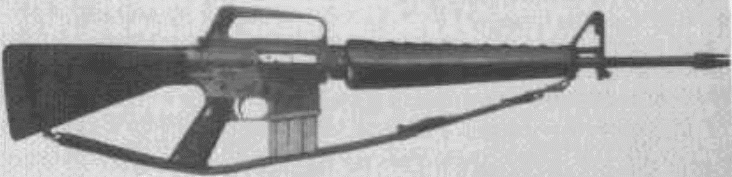
M16

M16（モデル604）は、アメリカ空軍向けの最初の制式モデルであり、1964年から1965年にかけて生産された。並行して陸軍・海兵隊向けに生産されていたM16E1（モデル603）とは異なり、ボルトフォワードアシストを備えておらず、ボルト閉鎖不良時の対応に問題を残した。

### XM16E1, M16A1 (モデル603)

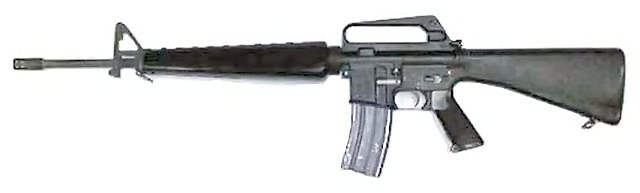
M16A1

モデル603は陸軍・海兵隊向けの最初の制式モデルであり、まず1964年より、XM16E1として実験的に生産・配備された後に、1967年以降は、その教訓をフィードバックしたM16A1に移行した。また納入済みのXM16E1も、軍の施設でM16A1仕様に改修された。
XM16E1では、生産開始直前になって、陸軍の要請を受けて完全閉鎖しなかったボルトを強制的に閉鎖させる「ボルトフォワードアシスト」が上部レシーバー右後部に追加された。また最初期のモデルは、従来と同様に三叉状の消炎器を備えていたが、木の枝や蔓に引っかかりやすい上に衝撃に弱く、水も侵入しやすかったことから、1966年9月より、先端が閉じて4つのスロットが切られた鳥かご型へ変更された。1968年から1969年にかけて、既存のXM16E1のほとんどがこの仕様に改修されたが、一部では三叉状のままで使用が継続された。
1965年よりXM16E1を装備した部隊がベトナム戦争で実戦に参加するようになると、多くの問題が指摘されるようになった。故障の最大の原因が発射薬の変更で、制式化以前は市販のIMR火薬を使用していたのに対し、制式化されたM193弾では、ストーナーの反対にもかかわらず、7.62 mm弾などと同じ粒状弾薬が採用された。これはIMR火薬よりも安い一方で燃えカスが多く、ガス圧直接利用式という動作方式もあって、動作不良につながりやすくなっていた。またクリーニング・キットも不足しており、コルト社が「M16は先進ライフルで、メンテナンスの必要はない」と過剰広告していたこともあり、部隊では有効な手入れ法が指導されていなかった。更に、不適切な潤滑油の使用による弾薬の不発化や、弾薬に潤滑油を塗ることによる機関部への異物混入、リコイルスプリングに取り付けられたバッファーの機能不良なども動作不良の原因となっていた。これらに対し、イラストを多用したマニュアルの配備を含む教育強化、ボルトのクロームメッキ処理、ストック内へのメンテナンスキット収納など、順次に改良策が講じられた。

### M16A2 (モデル645)
1980年、北大西洋条約機構（NATO）は、FNハースタル社が開発したSS109弾を新しい標準弾薬として制定し、アメリカ軍でもM855弾として制式化した。これは従来のM16で使われていた.223レミントン弾（M193）と同じ寸法だが、弾丸が重くなり、また鋼鉄製の弾芯を挿入して貫通性能を向上させた。
M16A1をもとに、この新弾薬の運用に対応して設計を修正したのがM16A1E1であり、1983年にM16A2として制式化された。M16A1の銃身は12インチで1回転するライフリング（1-12）が刻まれていたが、これは.223レミントン弾（M193）に最適化したものだったため、これより重いM855弾を安定して飛翔させるためには、ライフリング転度を変更する必要があった。このため、M16A2では7インチで1回転するライフリング（1-7）が刻まれた。また銃身の厚みもより肉厚に変更されたほか、下記のような変更が加えられた。
- リアサイト（照準器）をそれまでのL型2段階切り替えからダイヤル方式の多段階調整式に変更した。
- フロントハンドガードを三角断面の左右分割形状から、円断面の上下分割形状に変更。上下対称形のため、ハンドガードに左右で別形状の部品を必要としたM16（A1）よりも部品の種類がひとつ減ることになる。材質もナイロン系の高強度プラスチックに変更された。
- カートリッジ・ディフレクター（排莢反射突起）の追加：排莢孔後方に突起を付すことで、排出された空薬莢が後方ではなく真横から斜め前方に落ちるため、左肩からの射撃姿勢でも使用しやすくなった。
- 弾薬の節約及び点射による命中精度向上のため、フルオート機構から3点バースト（3点射）機構に変更した。
- 銃床の形状を変更し、長さがA1より少し長くなった。材質もナイロン系の高強度プラスチックに変更された。
- 消炎器の側面スリットを外周の上半分だけとして、制退器の機能も持たせた。火薬ガスが上方向に噴出するため、射撃時に銃口が跳ね上がるのを緩和し、また、砂塵を巻き上げにくくなった。

これらの改良を経てアメリカ軍制式ライフルとして使用が開始されたが、3点バースト機構について兵士からは「命中精度にバラつきがあり、使い勝手が悪い」との意見もあるほか、M16A2やM16A4はバースト射撃の作動機構にギアラック式を採用しているため、2発発射された時点で引き金を戻した場合、次に引き金を引いたときには1発しか発射されない欠点がある。また銃身が強化されたとはいえ、M203グレネードランチャーの装着方法がM16A1と共通のため、フロントハンドガードを外してM203用ブラケットを取り付ける部分の銃身外径はM16A1と同じであり、全体としては中央部分がくびれた形である。

### M16A3 (モデル646)

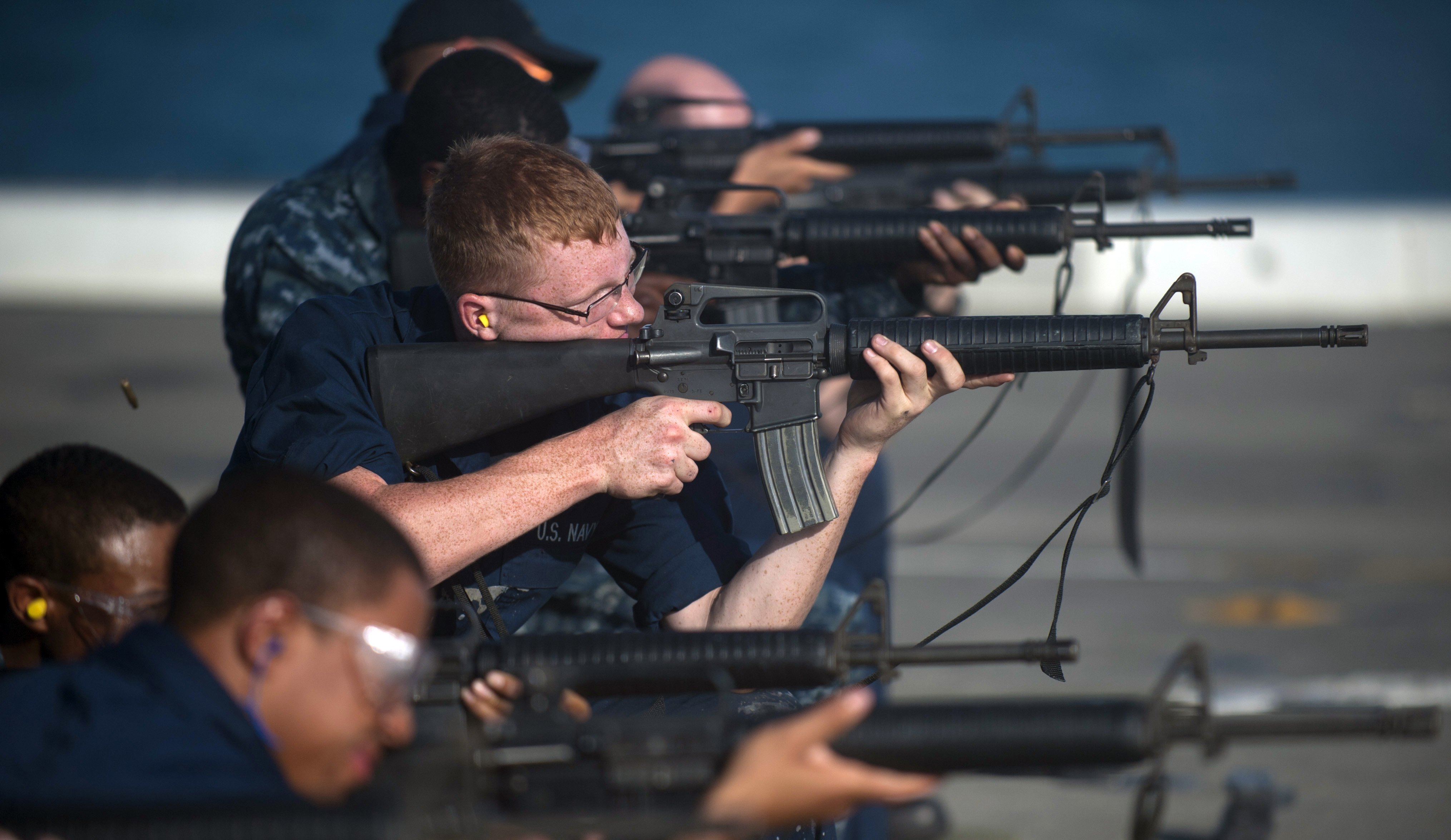
M16で射撃訓練を行うアメリカ海軍の水兵(揚陸艦ニューオーリンズの乗組員)

上記の通り、M16A2はフルオート射撃のかわりに3点射を行うように設計されているが、特殊部隊の戦闘ではフルオート射撃の機能が必要だったことから、海軍がスポンサーとなり、フルオート射撃機能を備えた派生型としてM16A2E3が開発された。これは1992年よりNavy SEALsに配備され、1996年にはM16A3の制式名を与えられた。
A3モデルよりキャリングハンドルが脱着式に変更された。
その後、SEALs以外にも、海軍憲兵や建設工兵にも配備が進められた。また2007年には、艦艇乗員用として配備されていたM14も、M16A3に代替更新された。

### M16A4 (モデル945)

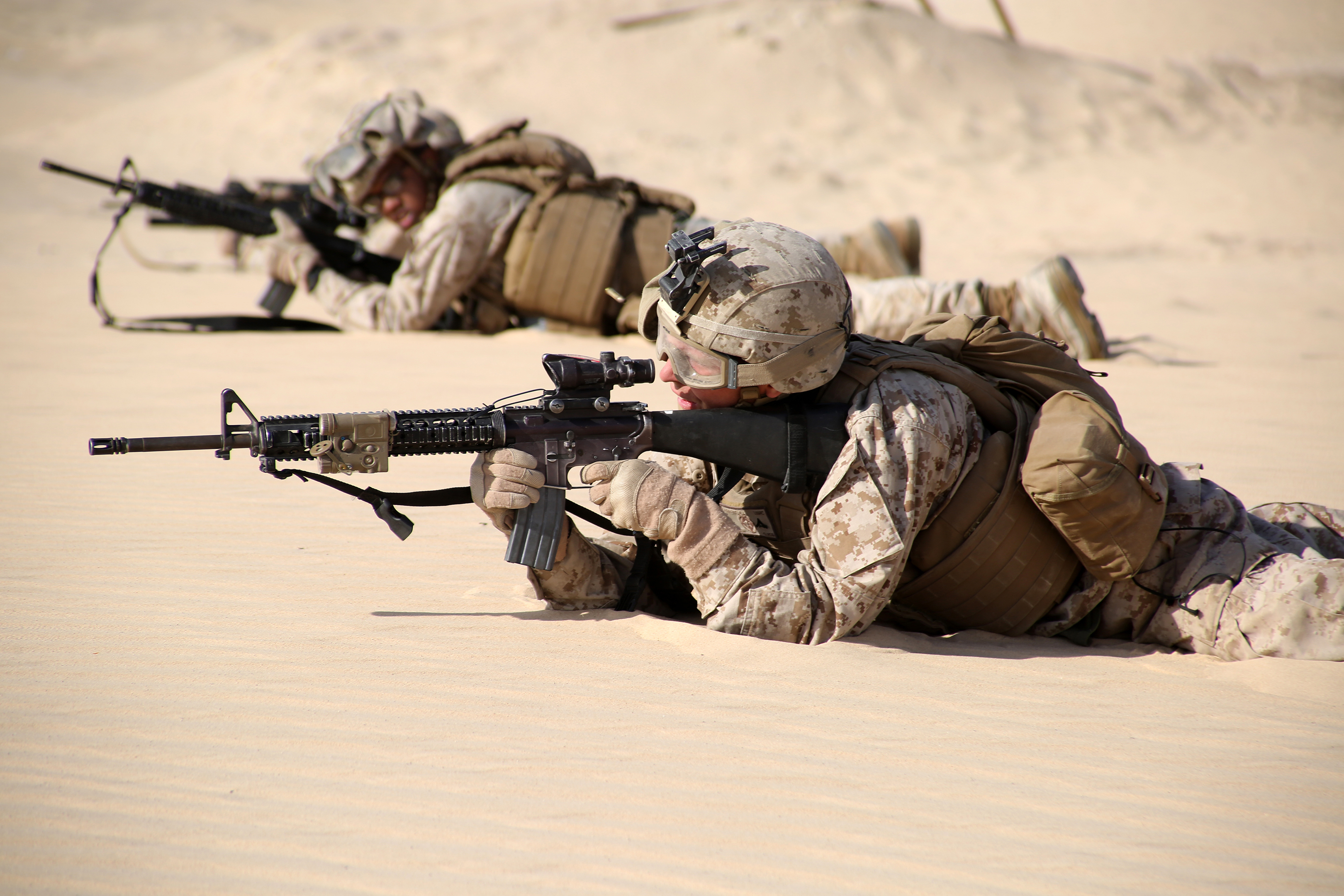
ACOGを取り付けたM16A4を構える第24海兵遠征部隊の隊員

M4カービンではキャリング・ハンドルを脱着式にし、アッパー・レシーバー上部にピカティニー・レールを持つフラットトップ・レシーバーが採用されたが、これは非常な成功を収めたことから、M16シリーズのメインストリームにもバックフィットされることになった。これによって開発されたのがM16A4で、1996年に陸軍が、また1998年には海兵隊も制式化した。

### M16シリーズの銃剣
まず1964年、M7銃剣とグラスファイバー製のM8A1鞘が採用された。形状はシンプルなストレート状で、M14用のM6の改良型とされている。
またM16A2の採用にあわせて、1984年にはM9多目的銃剣とM10鞘が採用され、1987年より支給が開始された。これは戦闘用ナイフとして使うほかにも、鞘と組み合わせればワイヤーカッターとして使えるほか、上部ブレードはノコギリになっているなど、多機能性を持っていた。
アメリカ海兵隊はM9を本格採用せずM7を使い続けたが、M7とKa-Barナイフの機能を統合する銃剣としてOKC-3Sを開発・採用した。

## 派生型

### カービン / サブマシンガン

#### XM177 / GAU-5
1964年、コルト社は、AR-15をもとに銃身長を短縮したCAR-15カービンと、更に短縮したサブマシンガンの開発に着手した。前者はモデル610、後者は609として設計され、1967年1月、アメリカ陸軍は、モデル610をXM177、モデル609をXM177E1として制式化した。また空軍でもGAU-5/Aとして採用された。4月には銃身を38ミリ延長したモデルが登場し、陸軍ではXM177E2、空軍ではGAU-5/A/Aとして採用された。

#### M4カービン
1980年代には、M16のカービン版を求める声が再び上がり、1984年9月、M16A2カービン・プログラムが開始された。これによって開発されたのがXM4で、1987年、M4として制式化された。これはM16A2と同様にフルオート射撃のかわりに3点射を行うように設計されていたが、その後、特殊部隊からの要望に応えてフルオート射撃機能を備えたM4E1が開発され、M4A1として制式化された。

#### 9mmSMG
また9x19mmパラベラム弾を使用する短機関銃版も開発された。モデル635は、作動方式をブローバックに変更しており、またマガジンはウージー・サブマシンガンのものに改良を加えて使用する。

### 狙撃銃

#### SPR Mk12

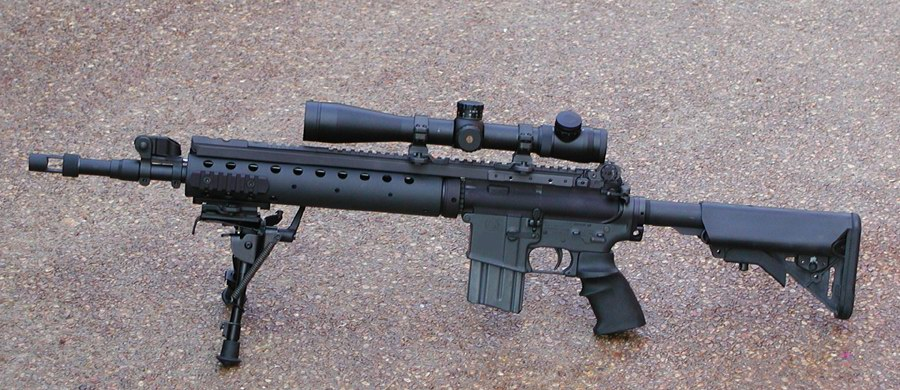
SPR Mk12 Mod 0

Special Purpose Rifle（SPR） Mk12は、通常の狙撃銃よりもコンパクトでM4A1よりも射程・射撃精度に優れた選抜射手ライフルとして開発された。Navy SEALsによる偵察用ライフル・プロジェクトがベースとなっており、開発は2000年より開始された。ただしロック・アイランド陸軍兵器工廠とクレイン海軍基地兵器開発センターに民間企業が加わっており、開発経緯は不詳の部分が多い。陸軍特殊部隊はMk.12 mod.0、SEALsと陸軍レンジャー部隊はmod.1を採用した。ただしSEALsはSPRをあまり高く評価しておらず、406ミリ銃身のカービンを選ぶ傾向がある。
銃身は高精度、軽量化したもので、ハンドガードとともに、基部以外は他のパーツに接触しないフローティング式になっている。銃口には専用のサプレッサーの取り付けが可能である。標準のスコープはリューポルド社のTS-30A2で、ほかにロイポルト社のLRM3やナイトフォース社のNXSなども用いられる。
なお本銃とあわせて、精密射撃用弾薬として、弾頭重量を4 g（62グレイン）のM855から5 g（77グレイン）に増した新設計のMk.262 mod.1/2が開発された。これは従来の弾薬と比して射程が長く、ストッピングパワーも向上していることから、ほとんどの特殊部隊が採用するようになった。ただし鋼製の弾芯が挿入されていないために貫通力が低く、また製造に手間がかかるため高価でもある。

#### SAM-R

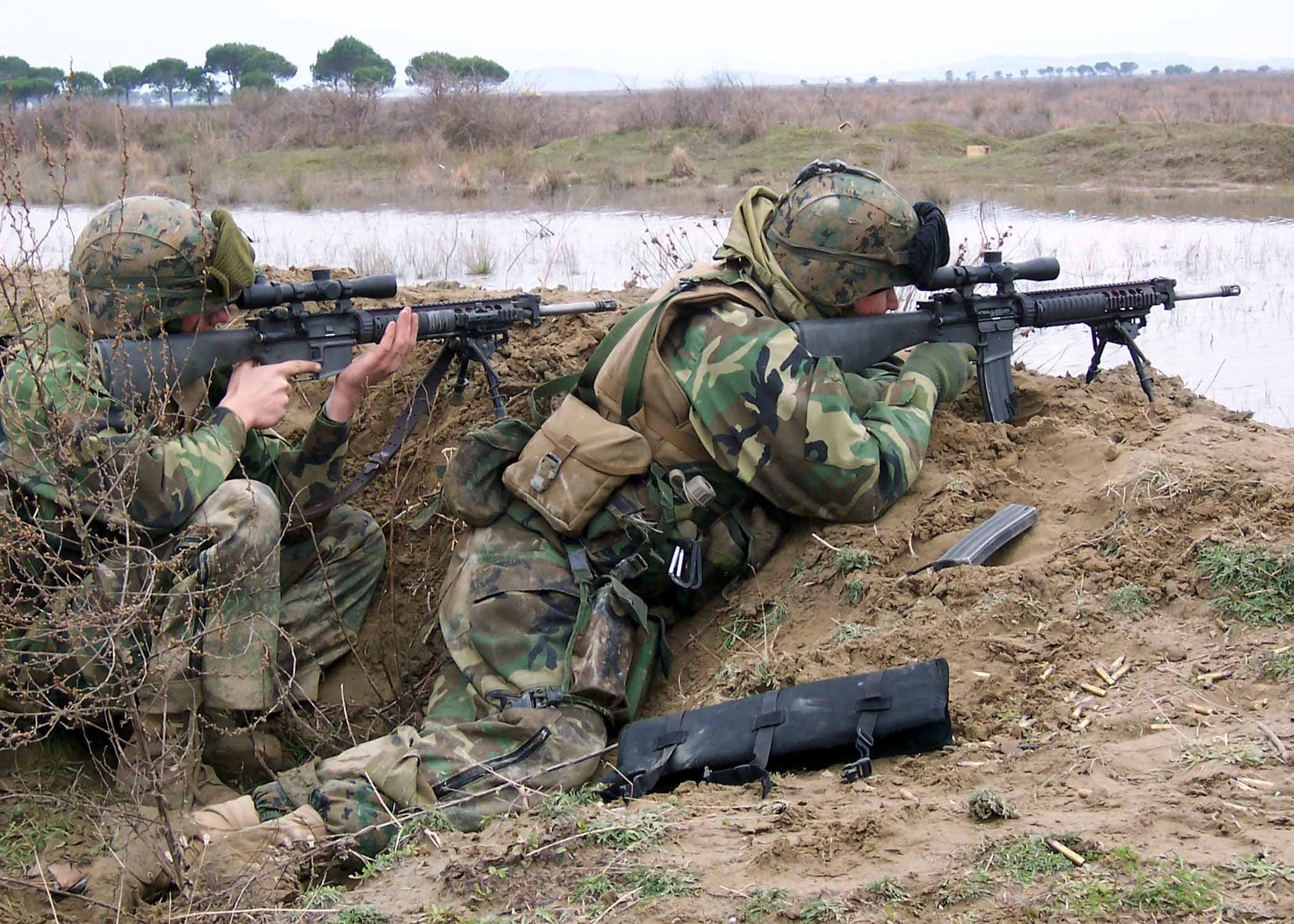
SAM-R

SAM-Rは、M16A4を狙撃銃として改良した分隊上級射手ライフル（Squad Advanced Marksman Rifle）である。
SAM-Rは、アメリカ海兵隊に配備されているM14をベースとしたDMR（Designated Marksman Rifle）の後継として開発された。競技銃用ステンレス銃身のクリーガーSSを採用し、ハンドガードはナイツ社RASでフローティング式になっている。
標準のスコープはリューポルド社のTS-30A2である。SPR Mk12とのコンセプトや仕様の共通点も多い。

#### SDM-R

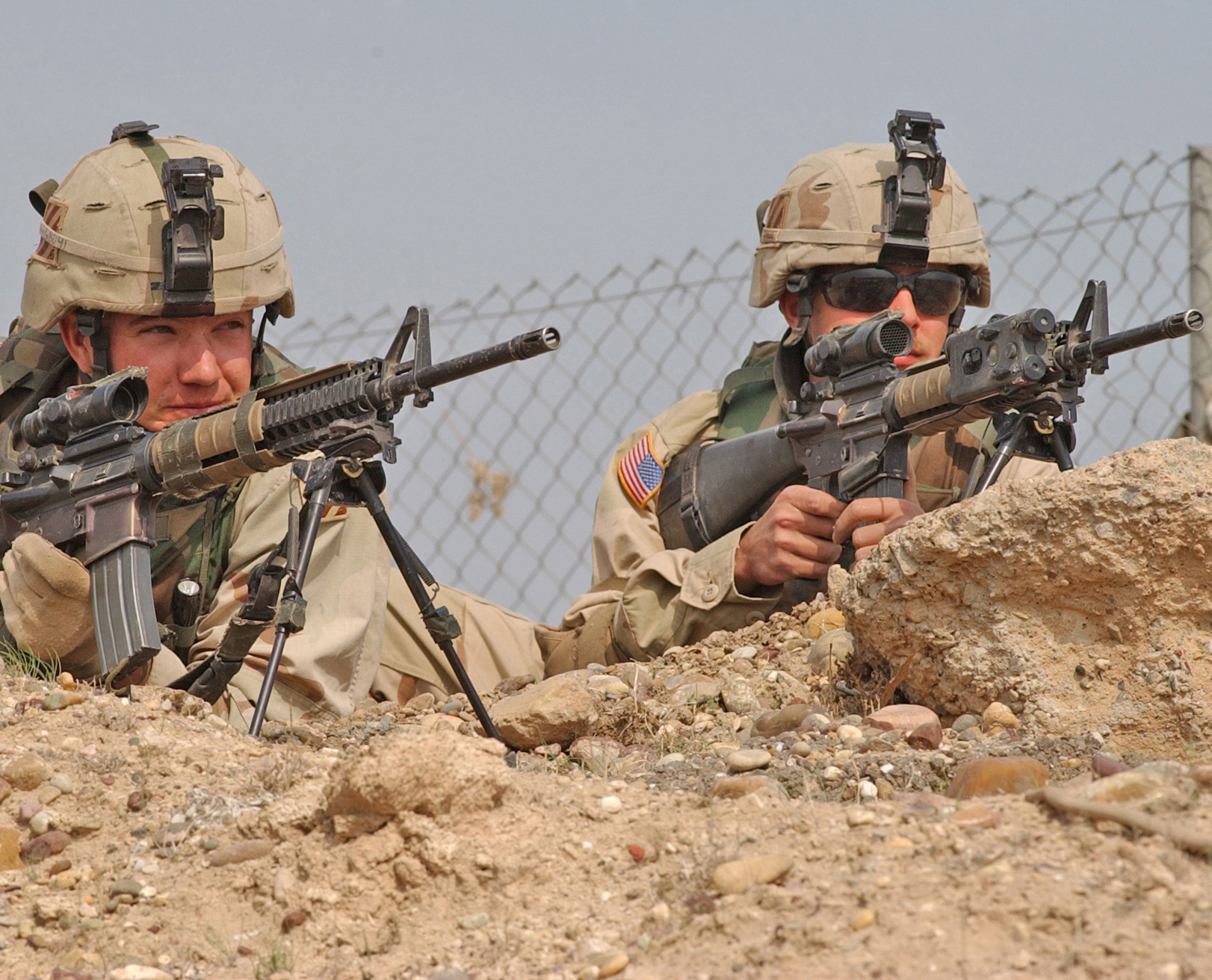
SDM-R

SDM-Rは、M16A4を狙撃銃として改良した選抜射手ライフル（Squad Designated Marksman Rifle）である。
わかりやすく言えばSAM-Rのアメリカ陸軍版である。

### 分隊支援火器
M16をもとにした軽機関銃も開発されており、LSW（Light Support Weapon、軽支援火器）と称される。また後にコルト自動小銃 (Colt Automatic Rifle) と称されるようになった。
M16の各バージョンを元にして製造されているため、数機種のバリエーションが存在する。ハンドガードが角が丸い四角形となり、下面にグリップが追加された。M16ライフルの機関部を流用して、これに肉厚のヘビー・バレルと折りたたみ式の二脚を付している。給弾は弾倉式で、標準的なSTANAG マガジンのほか、C-MAGなどのドラムマガジンも用いられる。アメリカ海兵隊では、M16のヘビーバレル版を軽機関銃として検討しており、性能試験を行ったものの、銃身が加熱して連続射撃ができないことが問題視されて、1977年には試験中止となった。
一方、アメリカ陸軍もM16と同じ弾薬を使用できる軽機関銃の必要性を公式に認めて、1972年には分隊支援火器（SAW）計画を発足させていた。このトライアルにはM16A1のヘビーバレル版改良型（XM106）も参加しており、海兵隊からは好評だったが、結局はベルギーのFN社が設計したミニミ軽機関銃がM249軽機関銃として採用された。後にはHK416を元にしたM27 IARが採用され当時の制式小銃であったM16の立場を奪った。またディマコ社での生産分についてカナダ、デンマーク向けは不明ながらもオランダでの採用は確認されている。

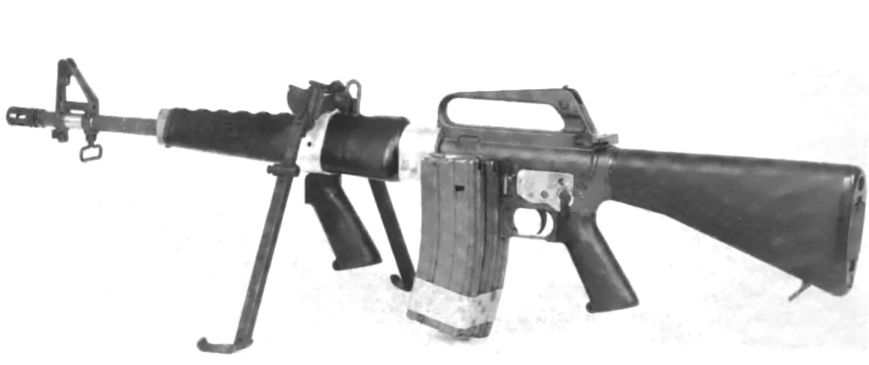
SAW計画に提出されたXM106
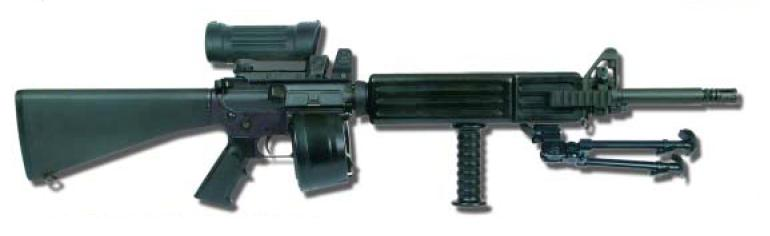
デンマーク軍のM16 LSW

### M231 FPW

M231 FPW

M231 FPWは、M2/M3ブラッドレーのガンポートで使用するために開発された小銃。
M16A1を元にしているが、射撃はフルオート以外不可能で、作動方式はオープンボルト。ストックは取り外され、リコイルスプリングも専用品を用いている。アッパーレシーバーはM16のものに準じた形状だが、照準器は装備されていない。当初は、緊急時に車外で使用するための伸縮式ワイヤー・ストックを装備する計画もあったが、実現しなかった。
狙って当てるようなものではなく、あくまでも弾幕を展開することにより敵歩兵から車両を防御することを狙ったものである。弾薬には曳光弾を使用し、射撃時にはガンポートの上に設けられた窓から、その弾道を目視して射線を調整する。
ブラッドレーのガンポートが廃止されたため現在は使用されていない。

### AR-15
AR-15は、M16がアーマライトで開発された時の製品名。制式採用前はAR-15（モデル No.602）としてアメリカ政府に納入された。現在は各銃器メーカーが販売するセミオートのみの民間版にこの名称が使用されている。
民間版のAR-15はM16からフルオート機構を削除した以外は基本的に構造は同じで、外観はM16/M4の各バリエーションに準じたものがある。また、標的射撃用にはフローティングマウント化したヘビーバレルやハンドガードを採用し、スコープ装着のためフロントサイトを省略したモデルもある。フルオート用トリガーブロックを組み込む違法改造防止のため、レシーバー内の部品構成や配置はM16と意図的に変えている。
ブッシュマスター社やオリンピック・アームズ社などは銃身を極端に短くし、ストックを取り去ったピストルモデルを製品化している。これらは特殊部隊用にサブマシンガン化したM16に倣ったものだが、精度に関しては当然ライフルサイズに比べて劣る上、場合によっては動作に悪影響を与えるデザインを行っている場合もある。
コルト社はアサルトライフル販売規制による市場イメージを考慮し、製品名をAR-15から「コルトスポーター」、「コルトマッチターゲット」など競技モデルを思わせる名称に変更した。コルト社以外にもアーマライト社（M15）やナイツアーマメント社（SR-15）、ブッシュマスター社（XM-15）など大多数の会社が類似製品を販売しており、一部についてコルト社はライセンス侵害を訴えている。またこれらの民間モデル用のカスタムパーツも多数販売された。
合法的に入手可能な中では射程や殺傷力に優れ、市販のパーツでカスタマイズも容易であることから、アメリカ国内では犯罪者にも利用された。ノースハリウッド銀行強盗事件では防弾ベストを着た犯人がXM-15 Dissipator（照準延長モデル）にドラムマガジンを付けて銃撃したが、対応した警察は射程に劣る拳銃や散弾銃しか装備しておらず、近所にある銃砲店からAR-15を購入して対抗しようとした（最終的にAR-15を装備したSWATが対処した）。またアメリカで多発するスクールシューティングでも使用されている（マージョリー・ストーンマン・ダグラス高校銃乱射事件、ロブ小学校銃乱射事件など）。
2010年代においては、アメリカ国内でも500-600ドル台で購入できるほど安価となっていた。2019年、コルト社は高出力の半自動銃への需要が低迷し、供給過多の状態になっているとしてAR-15の消費者向け製造をやめると発表した。一方で、人気は衰えず競合他社は売り上げを伸ばした。2022年、銃乱射事件が多発したことを受けて開催されたアメリカ下院の公聴会では、過去10年間に大手銃器メーカー5社による AR15（クローンモデルを含む）の売上額は約10億ドルを超えるとの報告がなされている。
2022年、サンディフック小学校銃乱射事件（死者26人）の被害者の遺族は、事件に使用されたAR-15相当品を製造したレミントン・アームズ社を訴えていたが和解が成立。レミントン社が遺族に対して7300万ドルの支払いを行うことを決めている。
2024年、トランプ元大統領暗殺未遂事件にて、銃撃現場からAR15タイプの半自動小銃を回収したと報道された。

## M16系統の銃を製造する会社
M16は、コルト社や同社の委託でGM社やH&R社が生産し、アメリカ軍に納入していたが、コルト社の経営危機により製造権がアメリカ政府に移り、現在ではFN社の納入に切り替わっている。コルト社はM4を受注しているものの、国内では生産しておらず、カナダ・コルト（米国コルト社に買収された旧ディマコ社）がM16A2に相当するC7と、M4に相当するC8を生産し、制式採用しているカナダ軍に納入している。

### 他社の派生型
コルト・カナダ C7（カナダ/コルト・カナダ[旧ディマコ]）
カナダ軍制式銃。M16A2ライセンス品。連射機能（フルオート）とリアサイト（L型2段切換方式）はM16（A1）に準じている。C7A1などのバリエーションがある。
M16A1-603K（韓国/大宇）
韓国軍制式銃。M16A1ライセンス品。
K2（韓国/大宇）

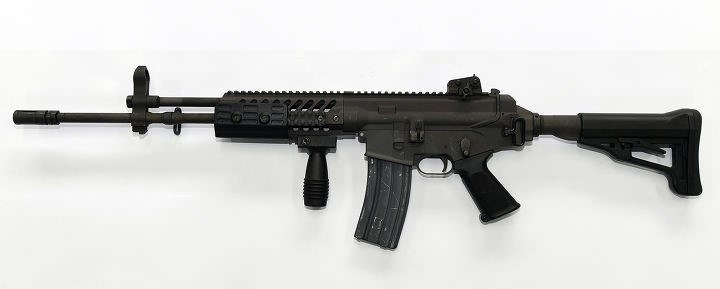
K2C1

M16の後継となる韓国軍制式銃。M16A1-603K製造の経験を踏まえた派生型。全体のレイアウトを独自のものに変更し、AK-47を参考にしたガス圧作動機構を採用。
65式歩槍（台湾/聯勤）
M16の後継となる中華民国軍制式銃。M16ベースに、作動方式をAR-18を参考にガスピストン方式にした派生型。
M15（アメリカ/アーマライト）
主に民間用。
XM15（アメリカ/ブッシュマスター）
主に民間用。
XR15（イギリス/セイブルディフェンス）
主に民間用。
OA15（ドイツ/オーバーラントアームス）
主に民間用。レシーバーの素材には航空機構造材グレードのアルミ合金を用い、切削加工後にショットピーニングと黒色酸化処理を施している。銃身はステンレス鋼の冷間鍛造による。
HK416（ドイツ/H&K）
M4カービンの改修を依頼し開発。ショートストロークピストン式、、ピカティニー・レールシステムの標準装備。
CQ 311（中国/北方工業公司）
M16A1のデッドコピー品。基本形では、プラスチック部品（フロントハンドガード、ピストルグリップ、ストック）の形状がM16A1とは異なる。フルオート機能を備えた軍用向けと、セミオートのみの欧米民間市場向けが存在する。中国でも、過去の公開軍事演習において、「M16」装備の仮想敵部隊が存在した。
軍用として輸出はしていないとされていたが、青瓦台襲撃未遂事件において北朝鮮の特殊部隊が使用ともいわれ、ミャンマーなどにも相当数、輸出。なお、同社ではCQC M4カービンも製造。
イランにおいてM311をベースにしたS5.56と呼ばれる国産自動小銃が製作されたともいわれる。イラン軍は主に革命前に国産化されたH&K G3と革命後に流入したAK-47系統を使用。また、現在使用のKH2002 "Khaybar"というアサルトライフルのベースも上記のCQ 311である。
スーダンにおいても同様の国産ライフルが製造されているといわれるが、M311やS5.56を再模倣したものともされる。スーダンはM16の原型であるAR-10を使用した経験があり、西側寄りになった1980年代のヌメイリ政権時代にM16を含む旧西側製装備を輸入していた。

## アメリカ軍次期制式ライフル

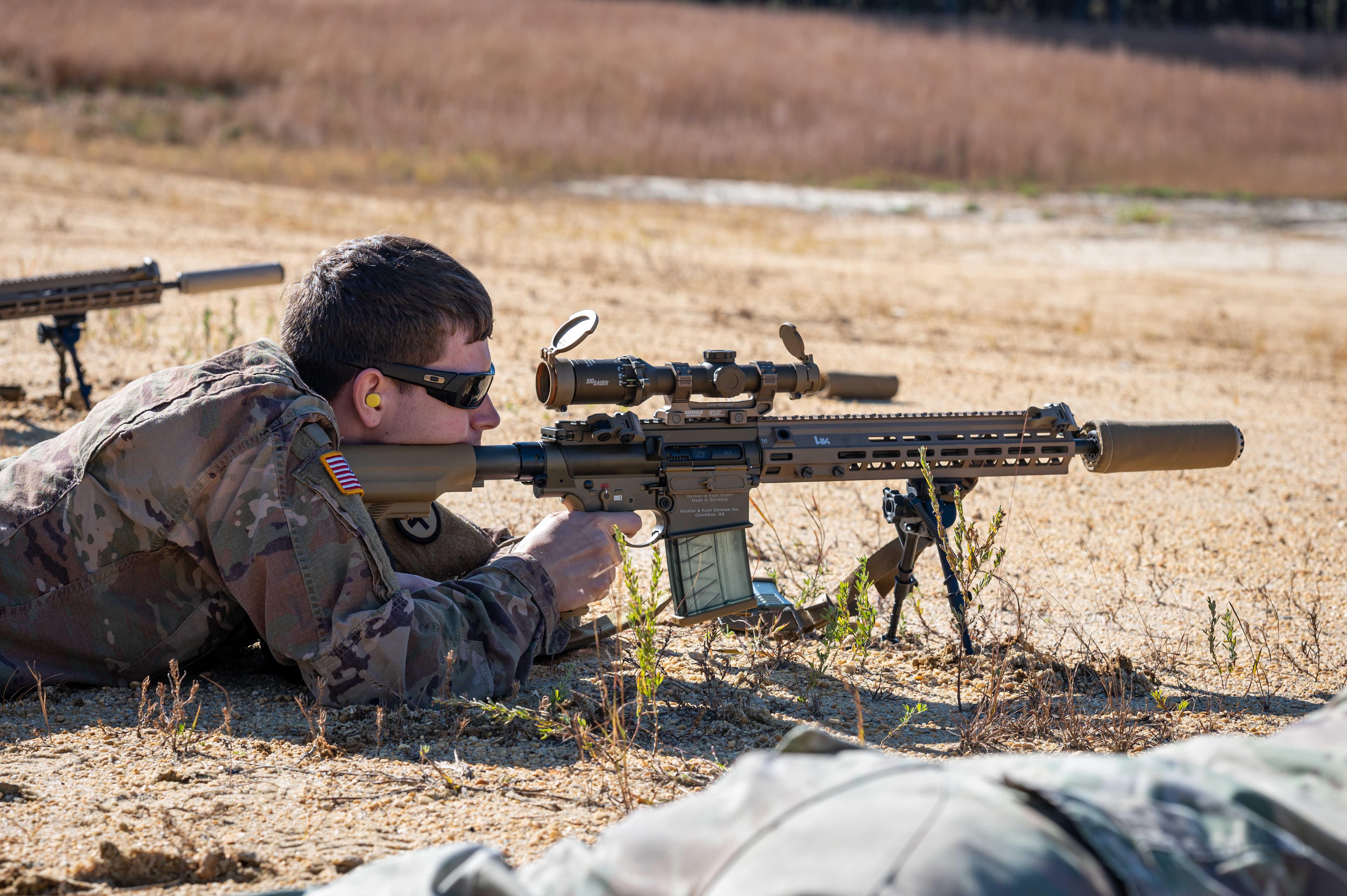
M110A1

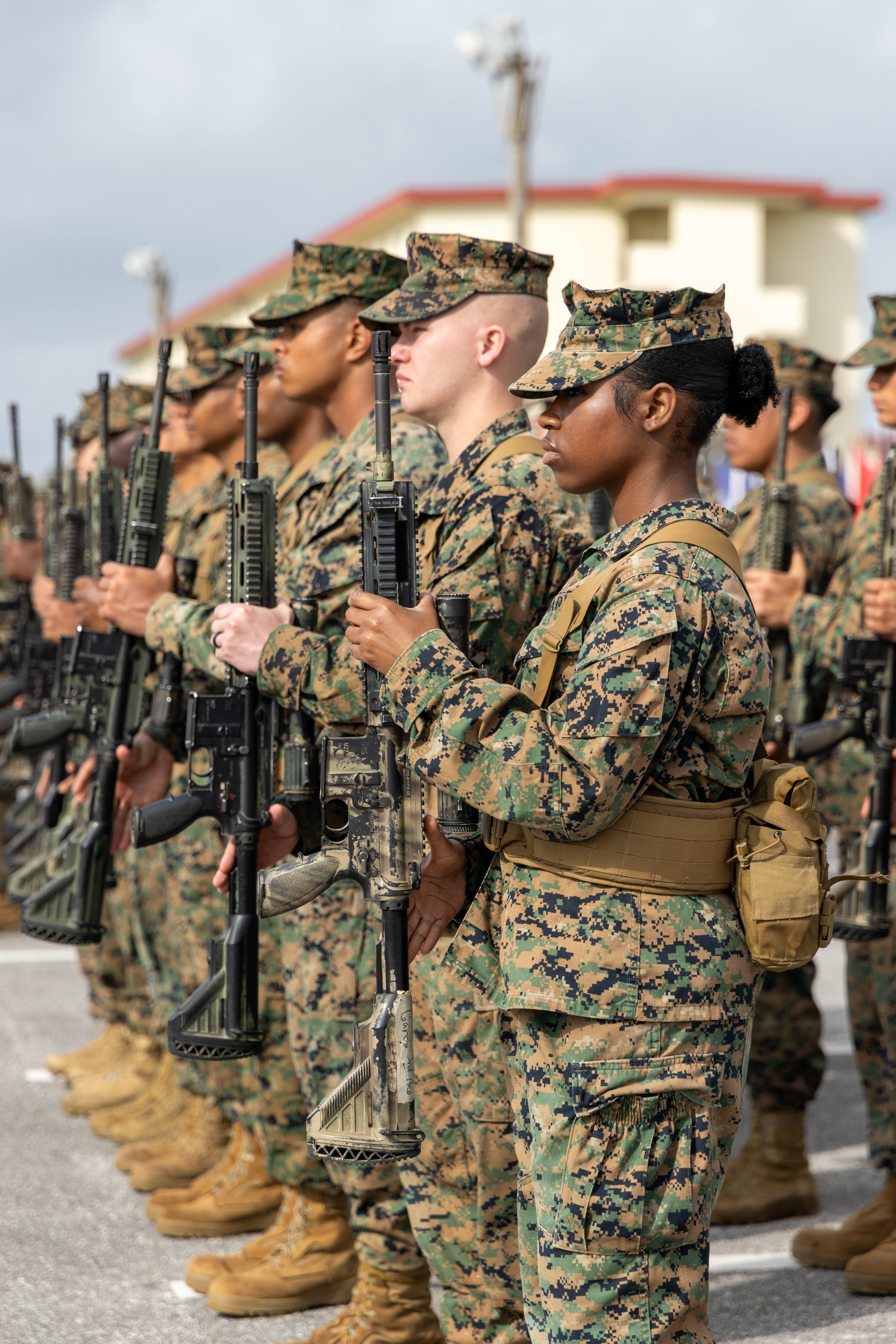
M27 IARを装備したアメリカ海兵隊の兵士

M16の後継機種としては、多くの候補が提案・検討されてきた。そもそもアメリカ陸軍では、上記の通り、M16はフレシェット弾を使用する新型歩兵火器（SPIW）の完成までの暫定策としての性格もあったが、SPIWの開発は頓挫した。また海兵隊はストーナー63をM16の後継として試用したが、採用はされなかった。
1986年からは未来型戦闘ライフル（ACR）の計画が開始された。SPIWで検討されたようなAAI社のフレシェット・ライフルやH&K G11、シュタイヤー社のフレシェット・ライフル、ストーナー率いるAres社の先進個人武器システム、そしてM16A2E2が検討の俎上にのぼったが、結局いずれも多くの問題を抱えているうえに現用火器を凌駕する性能は得られないことが判明し、計画自体が中止された。
1990年代末には個人戦闘兵器（OICW）計画がスタートした。これは銃本体に連装式グレネードランチャーや電子スコープのモジュールを一体化しており、H&K社はXM29を開発していた。しかし複雑さや重量過多、予算超過が問題になり、2004年に開発中止となった。
続いて、H&K社はXM8を提案した。これは部品を交換することでライフル、カービン、コンパクト・カービン、オートマチック・ライフルに組み替えられるのがセールスポイントだったが、やはり現用火器に対する優位性が薄いとして、採用目前の2005年にキャンセルされた。
新要求仕様に基づき、現在M16を製造するFN社は、すでにアメリカ軍特殊部隊向けの導入が決定している、モジュールの組替えにより歩兵用アサルトライフルにも分隊支援火器にもなり、5.56 mmや7.62 mmといった口径のサイズの近い弾をパーツ交換で同一銃で使用するマルチキャリバー機能を備えるSCAR-L/H（Special Forces Combat Assault Rifle-Light/Heavy respectively）を提案している。
一方、H&K社もSCAR同様の口径バリエーションを備え、一部特殊部隊向けに納入実績のあるHK416/HK417で対抗する動きがある。2010年にはHK416から発展したM27 IARがアメリカ海兵隊で採用され、後に選抜射手モデルのM38 SDMRも採用された。2019年にはHK417から発展したM110A1がアメリカ陸軍で採用された。
2005年当時は次期制式ライフルが5.56 mmを踏襲するのか新弾薬の6.8×43mm SPCへ移行するのかも未決定であるため、これらの候補は6.8 mmモデルも前提に設計されていた。しかし2010年代に入ると消音性能の亜音速弾と7.62×39mm弾と同規模の威力を持つ高速弾のコンセプトを併せ持つ.300 AAC Blackout弾が特殊部隊で採用され始めた。2020年にはアメリカ陸軍が6.8 mm口径弾を使用する次世代歩兵用火器プロジェクトとしてNGSW (Next Generation Squad Weapon)を開始し、SIG SAUER社のMCX-SPEARがXM5として採用された。

## その他

### 日本での所持

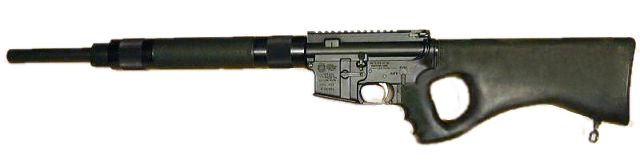
AR-15 H-BAR（ヘビーバレル）/標的射撃用モデル
サムホールストックを装着している（ピストルグリップは兵器扱いとなり所有出来ない）

民間人の銃砲所持に規制の多い日本では、M16の民間版の所持は現在できない。しかし規制強化前に6 mm口径に改造されたAR-15が狩猟用途で少量輸入されている。現在これらは既に許可された人の更新は許されるものの、新規の所持は認められないため、所持者の引退に伴い順次廃銃になる運命である。なお、狩猟用途でライフル所持許可を取得するには銃砲所持許可を取得し猟銃（散弾銃や競技用ライフル銃など）を10年間継続所持する必要がある。

### M16の噂
アメリカには「玩具メーカーであるマテル社製のM16が存在する」という噂がある。 バービー人形やモデルガンで有名なマテル社が、ベトナム戦争時にコルト社の委託でM16を生産していた、またはグリップやストックなどのプラスチック部品を生産していたというもので事実無根だが、配備当時は珍しかったプラスチックとアルミを多用し、それまでの小銃より小振りで安っぽい印象のあったM16を、兵士が「マテルの玩具」（Mattel toy）と揶揄した事や、コルト社が自動車メーカーのゼネラルモーターズ（GM）などに生産委託していたことが噂の発端とされる。実際マテル社はM16のトイガンを販売しており、映画『グリーン・ベレー』ではこれを小道具（ステージガン）として使い、木に叩きつけて折ってしまうシーンがある。また『フルメタル・ジャケット』の原作では、海兵隊兵士がM16を「マテル」と呼んでいる。

### 民兵での使用
ライバルといえるAK-47シリーズに比較すると、（とくに過酷な条件において）性能に難点があることや販売・流通にある程度の規制があることなどから、民兵組織においてM16が主力として使用されているケースは多くない（アンゴラのUNITAやコロンビアのコロンビア自衛軍連合のように、親欧米の右派勢力であってもAKをはじめとする旧東側製の装備が中心の組織が多い）。しかし、1970年代後半から1980年代にかけて統一ベトナムが旧南ベトナム陸軍や米軍から接収していたM16をチリやニカラグア、エルサルバドルの反政府勢力に供給した例があるように、東南アジアや中南米の一部などM16が多く闇市場に流れている地域があるほか、アメリカ国内より違法に密輸されたりするケースもあり、IRA暫定派（アーマライト AR-18と共に使用された）、カレン民族解放軍、モン・タイ軍、レバノン軍団、新人民軍、ヒズボラ、ハマス、メキシコの麻薬組織、コロンビア革命軍（通称FARC＝ファルク。反米を掲げる極左ゲリラ組織であったが、米国製のM16を装備する兵士が多くみられた）などでM16やそのファミリー、およびCQなどのクローンが使用されているとみられる。

### 図柄としての採用
ミャンマーのアラカン・ロヒンギャ救世軍は、マークにM16の図柄（英語版参照）を採用している。